# HD88068
HD88068 — хімічно пекулярна зоря спектрального класу F0, що має видиму зоряну величину в смузі V приблизно  8,3.
Вона  розташована на відстані близько 571,2 світлових років від Сонця.